# Earlene Brown
Earlene Brown z domu Dennis (ur. 11 lipca 1935 w Laredo, w stanie Teksas, zm. 21 maja 1983 w Compton, w Kalifornii) – amerykańska lekkoatletka, specjalistka pchnięcia kulą i rzutu dyskiem, brązowa medalistka olimpijska z 1960.
Na igrzyskach olimpijskich w 1956 w Melbourne Brown zajęła 4. miejsce w rzucie dyskiem i 6. miejsce w pchnięciu kulą. Zwyciężyła w obu tych konkurencjach na igrzyskach panamerykańskich w 1959 w Chicago.
Podczas igrzysk olimpijskich w 1960 w Rzymie wywalczyła brązowy medal w pchnięciu kulą, a w rzucie dyskiem zajęła 6. miejsce. Na swych trzecich igrzyskach olimpijskich w 1964 w Tokio była 12. w pchnięciu kulą.
Brown siedmiokrotnie poprawiała rekord Stanów Zjednoczonych w pchnięciu kulą, doprowadzając go do wyniku 16.69 m (22 września 1960 we Frankfurcie nad Menem). Pięciokrotnie ustanawiała rekord USA w rzucie dyskiem (do rezultatu 53,91 m, 16 lipca 1960 w Abilene).
Była mistrzynią Stanów Zjednoczonych (AAU) w pchnięciu kulą w latach 1955-1962 i 1964 oraz w rzucie dyskiem w latach 1958, 1959 i1961, a także halową mistrzynią USA w pchnięciu kulą w 1958.
Rekordy życiowe Brown:
- pchnięcie kulą – 16,69 (22 września 1960, Frankfurt n. Menem)
- rzut dyskiem – 53,91 (16 lipca 1960, Abilene)

Po zakończeniu kariery lekkoatletycznej występowała w wyścigach na wrotkach.